# Marawi
Marawi è una città componente delle Filippine, capoluogo della Provincia di Lanao del Sur, nella Regione Autonoma nel Mindanao Musulmano.

## Storia

### Crisi del 2017
Il 23 maggio 2017, mentre il presidente Duterte è in visita diplomatica a Mosca, la città è attaccata da alcune milizie filo-islamiste riconducibili ai gruppi paramilitari secessionisti Abu Sayyaf e Maute. Fra le vittime dell'assalto vi sono il capo della polizia locale di Malabang ed alcuni cristiani presi in ostaggio all'interno di una chiesa. Già autore di numerosi avvertimenti, il presidente ha risposto imponendo la legge marziale nell'isola di Mindanao e facendo intervenire le forze speciali nel luogo dello scontro.

## Geografia

### Barangay
Marawi è formata da 96 baranggay:
- Ambolong
- Amito Marantao
- Bacolod Chico Proper
- Banga
- Bangco
- Banggolo Poblacion
- Bangon
- Basak Malutlut
- Beyaba-Damag
- Bito Buadi Itowa
- Bito Buadi Parba
- Boganga
- Boto Ambolong
- Buadi Sacayo (Green)
- Bubong Lumbac
- Bubonga Cadayonan
- Bubonga Lilod Madaya
- Bubonga Marawi
- Bubonga Pagalamatan
- Bubonga Punod
- Cabasaran
- Cabingan
- Cadayonan
- Cadayonan I
- Calocan East
- Calocan West
- Daguduban
- Dansalan
- Datu Naga
- Datu Sa Dansalan
- Dayawan
- Dimaluna

- Dulay
- Dulay West
- East Basak
- Emie Punud
- Fort
- Gadongan
- Gadongan Mapantao
- Guimba (Lilod Proper)
- Kapantaran
- Kilala
- Kormatan Matampay
- Lilod Madaya (Pob.)
- Lilod Saduc
- Lomidong
- Lumbac Marinaut
- Lumbaca Madaya (Pob.)
- Lumbaca Toros
- Malimono
- Marawi Poblacion
- Marinaut East
- Marinaut West
- Matampay
- Mipaga Proper
- Moncado Colony
- Moncado Kadingilan
- Moriatao Loksadato
- Navarro (Datu Saber)
- Norhaya Village
- Olawa Ambolong
- Pagalamatan Gambai
- Pagayawan
- Panggao Saduc

- Pantaon (Langcaf)
- Papandayan
- Papandayan Caniogan
- Paridi
- Patani
- Pindolonan
- Poona Marantao
- Pugaan
- Rapasun MSU
- Raya Madaya I
- Raya Madaya II
- Raya Saduc
- Rorogagus East
- Rorogagus Proper
- Sabala Manao
- Sabala Manao Proper
- Saduc Proper
- Sagonsongan
- Sangcay Dansalan
- Somiorang
- South Madaya Proper
- Sugod Proper
- Tampilong
- Timbangalan
- Tolali
- Tongantongan-Tuca Timbangalan
- Toros
- Tuca
- Tuca Ambolong
- Tuca Marinaut
- Wawalayan Calocan
- Wawalayan Marinaut